# Ascenseur incliné del Carmel
L'ascenseur incliné del Carmel (en catalan : ascensor inclinat del Carmel) est un ascenseur incliné situé dans le district de Horta-Guinardó, à Barcelone, dans la comarque du Barcelonès, dans la province de Barcelone, en Catalogne. Cet ascenseur incliné a été inauguré en octobre 2010, c'est le deuxième de Barcelone après celui de Ciutat Meridiana.
Cet ascenseur relie les rues Santuari, Murtra et Alguer et le centre médical CAP et la bibliothèque El Carmel - Juan Marsé.

## Caractéristiques techniques
La ligne fait 56,06 m de longueur pour un dénivelé de 30 m avec une pente maximale de 31 % et il possède cinq stations. La ligne est à voie unique, elle possède un seul ascenseur à traction électrique d'une puissance de 19,6 kV avec une capacité de 10 personnes. L'ascenseur peut aller jusqu'à une vitesse de 1 m/s et est tracté par 5 câbles de 13 mm. Le poids maximum autorisé est de 1 875 kg et le poids maximum est de 3 920 kg. L'ouverture des portes est automatique et les commandes sont gérées par les utilisateurs. il est protégé par une cloison vitrée anti-vandalisme et a été construit par ThyssenKrupp Elevators. L'ascenseur dispose d'air conditionné.